# Джанней, Эли

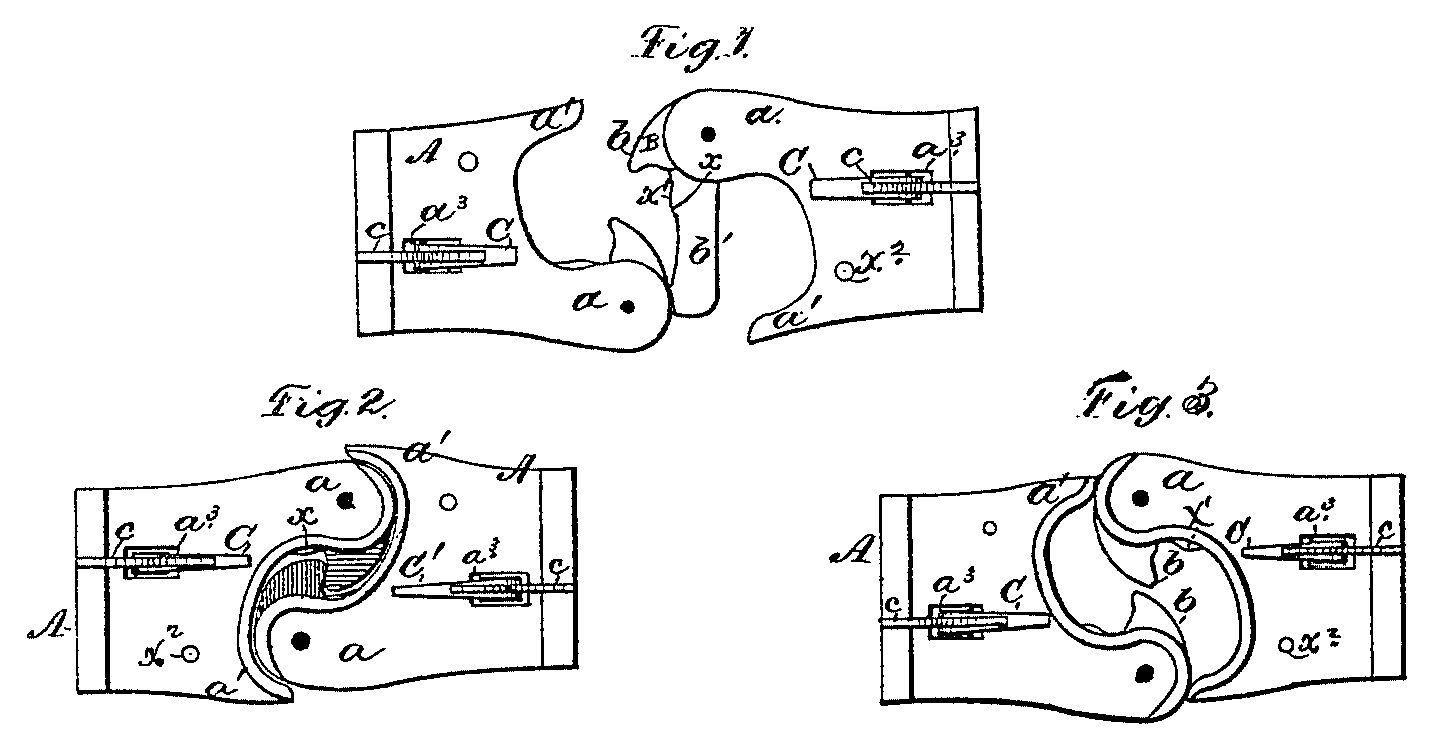
Автосцепка Джаннея, рисунок из патента

Эли Дженни (Джанней) (англ. Eli Hamilton Janney; 12 ноября 1831, округ Лаудон, Виргиния — 16 июня 1912, Алегзандрия, Виргиния) — американский изобретатель.
Эли Джанней родился в 1831 году у Даниэля Дженни и Элизабет Эвис Хайнес в округе Лаудон, штат Виргиния. Затем некоторое время обучался в семинарии. Эли женился на Корнелии Хэмилтон (1833—1889).
В американской Гражданской войне Дженни получил звание майора в Конфедеративных Штатах Америки.
1 апреля 1873 года Джанней подал документы для патента, названного «Улучшение вагонной сцепки» (англ. Improvement in Car-Couplings). Стоит отметить, что эта сцепка используются на железных дорогах по сей день. 29 апреля 1873 года Джанней был награждён американскими патентом 138,405.
Он умер 16 июня 1912 года в Алегзандрии.
Автосцепка Джаннея и воздушный тормоз Вестингауза расценены как два самых существенных изобретения для безопасности на американских железных дорогах с конца Гражданской войны и до 1900 года.